# Rhederveld
Rhederveld is een streekdorp in de gemeente Westerwolde in de Nederlandse provincie Groningen. Het dorp, eigenlijk een verzameling boerderijen, grenst aan de Duitse gemeente Rhede en ligt ten noorden van Bourtange.
Het Rhederveld was een van de laatste hoogveengebieden in de provincie Groningen die ontgonnen werden. Het veld was oorspronkelijk in handen van Duitse particulieren. Het werd in het kader van de werkverschaffing in de jaren dertig van de twintigste eeuw onteigend. Op het hoogtepunt, in 1935, werkten er meer dan 1400 man in het veld.
Na de ontginning werd het een landbouwgebied.